# Campeonato Goiano de Futebol de 2013 - Terceira Divisão
A terceira divisão do Campeonato Goiano de Futebol de 2013 foi a décima segunda edição deste torneio organizado pela Federação Goiana de Futebol. Disputada por oito agremiações, a competição teve início em 1 de setembro e término no dia 23 de novembro, totalizando 56 jogos realizados e 172 gols marcados.
Nesta edição, os participantes disputaram embates em turno e returno, numa única fase de pontos corridos. No término do torneio, as duas agremiações com melhor campanha garantiram o acesso para a segunda divisão de 2014.
Cada equipe disputou catorze jogos. O Novo Horizonte sagrou-se campeão com 28 pontos, numa campanha de oito vitórias, quatro empates e duas derrotas. O América, por sua vez, obteve três pontos a menos, igualando a pontuação com o Rioverdense; contudo, o clube de Morrinhos conquistou o vice campeonato no critério de desempate, o saldo de gol.

## Participantes e regulamento
No início de junho, a Federação Goiana de Futebol (FGF) realizou uma reunião do Conselho Técnico da edição de 2013 da terceira divisão estadual. Em 5 de junho, definiu-se as datas de prazos e as exigências que as agremiações deveriam cumprir para participar da edição, bem como a fórmula de disputa. Assim como nos cinco anos anteriores, os participantes disputariam uma única fase, com embates de turno e returno, qualificando as duas melhores campanhas para a segunda divisão estadual de 2014.
No mesmo dia, a organização indicou doze agremiações postulantes, que eram: América, ASEEV, Canedense, Ceres, Inhumas, Itaberaí, Jataiense, Monte Cristo, Nerópolis, Novo Horizonte, Quirinópolis e Rioverdense. O Ceres desistiu do torneio uma semana depois; mais três agremiações anunciariam a desistência posterior - Itaberaí, Jataiense e Nerópolis - reduzindo o número de participantes para oito.
| Clube                | Cidade         |
| -------------------- | -------------- |
| América de Morrinhos | Morrinhos      |
| ASEEV                | Paraúna        |
| Canedense            | Senador Canedo |
| Inhumas              | Inhumas        |
| Monte Cristo         | Goiânia        |
| Novo Horizonte       | Ipameri        |
| Quirinópolis         | Quirinópolis   |
| Rioverdense          | Rio Verde      |

Completando o regulamento, a FGF exigiu que, cada agremiação, utilizasse no mínimo catorze atletas com idade limite até 22 anos. A própria entidade também estabeleceu regras para sancionar quaisquer descumprimento. Por fim, os seguintes critérios de desempates foram adotados: maior número de vitórias, melhor saldo de gols; maior número de gols marcados, Confronto direto (somente empates entre duas equipes), menor número de cartões vermelhos recebidos, menor número de cartões amarelos recebidos e sorteio.

## Resumo
A primeira rodada realizou em 1 de setembro, com o triunfo do Rioverdense sobre Quirinópolis, em Rio Verde. Durante a tarde, duas vitórias e um empate ocorreram: Novo Horizonte goleou o Monte Cristo com três gols de Bruno Aquino, enquanto o Inhumas venceu o América. Por fim, ASEEV e Canedense empataram. Prosseguindo com equilíbrio entre os confrontos, a Canedense obteve três vitórias consecutivas e um empate, assumindo a liderança e permanecendo na mesma até o final do primeiro turno.
O Novo Horizonte reassumiu a liderança após a primeira rodada do returno; na época, as duas vagas eram disputadas por cinco clubes: Novo Horizonte, América, Rioverdense, Inhumas e Canedense. Este último, no entanto, ficou sem chances de classificação na décima primeira rodada.
Na décima segunda rodada, Novo Horizonte liderava com vantagem na pontuação até ser derrotado pelo Canedense. O empate entre América e Rioverdense igualou os três clubes com 22 pontos; contudo, os demais resultados contribuíram para a permanência do Novo Horizonte na primeira colocação, mas a vantagem do líder para o quatro colocado Inhumas, que venceu na rodada, caiu apenas para um ponto. Na penúltima rodada, o Novo Horizonte triunfou no embate direto contra o América, encaminhando sua classificação e derrubando o adversário para a quarta posição. O Rioverdense também venceu e pontuou 24, um atrás do líder; porém, a equipe perderia a última rodada e seria ultrapassado no saldo de gols pelo América, que conquistou o acesso junto com o Novo Horizonte, campeão da competição. Completando a classificação, Inhumas (quarto), Canedense (quinto), Quirinópolis (sexto), ASEEV (sétimo) e Monte Cristo (oitavo).

## Classificação
Cada time disputou catorze jogos, com três pontos concedidos para a vitória, um para o empate, nenhum para a derrota. No final do torneio, o Novo Horizonte terminou com 28 pontos, alcançando o título. Além dela, outras duas agremiações finalizaram com 25 pontos; contudo, América ficou com a segunda e última vaga qualificatória por causa do saldo de gols.